# Clinobisvanita
La clinobisvanita és un mineral de la classe dels fosfats. Rep el seu nom en al·lusió a la simetria cristal·logràfica (monoCLÍNica) i la seva composició, que conté BISmut i VANadi.

## Característiques
La clinobisvanita és un rar vanadat de bismut, de fórmula química Bi(VO₄). Cristal·litza en el sistema monoclínic i sovint forma cristalls pseudotetragonals. És un mineral polimorf de la dreyerita i la pucherita.
Segons la classificació de Nickel-Strunz, la clinobisvanita pertany a «08.A - Fosfats, etc. sense anions addicionals, sense H₂O, només amb cations de mida gran» juntament amb els següents minerals: nahpoïta, monetita, weilita, švenekita, archerita, bifosfamita, fosfamita, buchwaldita, schultenita, chernovita-(Y), dreyerita, wakefieldita-(Ce), wakefieldita-(Y), xenotima-(Y), pretulita, xenotima-(Yb), wakefieldita-(La), wakefieldita-(Nd), pucherita, ximengita, gasparita-(Ce), monazita-(Ce), monazita-(La), monazita-(Nd), rooseveltita, cheralita, monazita-(Sm), tetrarooseveltita i txursinita.

## Formació i jaciments
Va ser descoberta a la mina Kempton Brothers Beryl, a Yinnietharra, al comtat de Upper Gascoyne, a Austràlia Occidental (Austràlia). Ha estat descrita a tots els continents del planeta a excepció de l'Antàrtida.